# Axel Varnbüler von und zu Hemmingen
Axel Varnbüler von und zu Hemmingen (né le 10 janvier 1851 à Hemmingen - mort le 8 février 1937 dans la même ville) est un diplomate allemand.

## Biographie
Varnbüler est le fils du ministre wurtembergeois et futur député Karl Gottlob Varnbüler von und zu Hemmingen (de) (1809–1889). Tout comme son père, Varnbüler entre dans les services diplomatiques après des études de droit. Il est tour à tour Landrat prussien à Tarnowitz de 1884 à 1891, conseiller secret puis chargé d'affaires à Saint-Pétersbourg et à Vienne. De 1894 à 1918, il représente le Wurtemberg au Bundesrat de Berlin. Il avait épousé entretemps en novembre 1894 Natalie Gavriliuk, dont il aura trois fils. Il était également le frère de la salonnière berlinoise Hildegard von Spitzemberg, née Freiin von Varnbüler.
Varnbüler fait partie du Cercle de Liebenberg (de) constitué autour de Philipp zu Eulenburg. Il est également en contact personnel avec l'empereur Guillaume II.
Après la Révolution de 1918, Varnbüler se retire de la vie publique. Ses archives sont aujourd'hui conservées aux archives du Land de Bade-Wurtemberg.